# Drużynowy Puchar Polski na Żużlu 1993
Drużynowy Puchar Polski na Żużlu 1993 – 5. edycja turnieju, corocznie organizowanego przez PZMot. Podobnie jak turniej 1992, został przeprowadzony systemem pucharowym.

## Runda wstępna
| Drużyna 1                    |    | Drużyna 2                | Pierwszy mecz | Drugi mecz |
| ---------------------------- | -- | ------------------------ | ------------- | ---------- |
| Unia Leszno                  | vs | Włókniarz Częstochowa    | 63:27         | 60:29      |
| GKM Grudziądz                | vs | Stal Gorzów Wielkopolski | 59:31         | 29:61      |
| Polonia Piła                 | vs | Stal Rzeszów             | 51:39         | 34:56      |
| Ostrovia Ostrów Wielkopolski | vs | Polonia Bydgoszcz        | 37:53         | 38:52      |
| Start Gniezno                | vs | Wybrzeże Gdańsk          | 40:48         | 31:58      |
| Kolejarz Opole               | vs | Morawski Zielona Góra    | 44:46         | 33:57      |
| KKŻ Krosno                   | vs | WTS Wrocław              | 44:46         | 21:69      |
| Victoria – Rolnicki Machowa  | vs | Apator Toruń             | 0:40          | 0:40       |

## Ćwierćfinały
| Drużyna 1       |    | Drużyna 2                | Pierwszy mecz | Drugi mecz |
| --------------- | -- | ------------------------ | ------------- | ---------- |
| Unia Leszno     | vs | Morawski Zielona Góra    | 49:41         | 41:47      |
| WTS Wrocław     | vs | Polonia Bydgoszcz        | 67:23         | 37:51      |
| Stal Rzeszów    | vs | Apator Toruń             | 52:38         | 31:59      |
| Wybrzeże Gdańsk | vs | Stal Gorzów Wielkopolski | 49:41         | 38:51      |

## Półfinały
| Drużyna 1    |    | Drużyna 2                | Pierwszy mecz | Drugi mecz |
| ------------ | -- | ------------------------ | ------------- | ---------- |
| Apator Toruń | vs | Stal Gorzów Wielkopolski | 56:34         | 48:42      |
| Unia Leszno  | vs | WTS Wrocław              | 48:42         | 39:51      |

## Finał
| Drużyna 1   |    | Drużyna 2    | Pierwszy mecz | Drugi mecz |
| ----------- | -- | ------------ | ------------- | ---------- |
| WTS Wrocław | vs | Apator Toruń | 47:43         | 23:67      |